# 南美唄駅
南美唄駅（みなみびばいえき）は、かつて北海道美唄市南美唄町に存在した日本国有鉄道（国鉄）函館本線南美唄支線の貨物駅（廃駅）である。事務管理コードは▲130165。

## 歴史
三井美唄炭鉱の石炭輸送線として敷設された函館本線の支線の終点駅として開設。当初は貨物駅であったが、当炭鉱の殷賑と共に周辺人口が増加して南美唄市街が発展し、旅客の取扱いを行う一般駅となった。昭和30年代後半の石炭産業斜陽化の波を受けて同炭鉱が閉山し、優良坑のみを受け継いだ三井関連会社による中小規模の炭鉱運営となると、多くの人口がこの地から流出、またバスや車の発達などもあって旅客営業を取りやめ貨物駅に戻った。さらにその炭鉱も閉山すると、扱う貨物がなくなった当路線は廃止となり、廃駅となった。
当駅から炭鉱選炭施設までの1.2 km区間は、三井美唄炭鉱専用線（三美鉱業専用線）が接続していた。

### 年表
- 1931年（昭和6年）12月1日：函館本線南美唄支線運行開始に伴い当駅開設[4][5]。貨物駅[4]。
- 1942年（昭和17年）4月1日：荷物取り扱い開始。
- 1944年（昭和19年）1月25日：旅客取り扱い開始。一般駅となる[1][5]。
- 1953年（昭和28年）12月?：三井練炭美唄工場設置、当駅裏に積込場が設けられ、積込線敷設[6]。
- 1962年（昭和37年）1月13日：三美鉱業、三井鉱山の遊休鉱区を譲渡され三美炭鉱操業開始[7]。
- 1963年（昭和38年）7月27日：三井鉱山美唄鉱業所閉山。
- 1971年（昭和46年）
  - 5月31日：三井練炭美唄工場閉鎖。
  - 8月3日：旅客、荷物取り扱い廃止。貨物駅となる[1][5]。
- 1973年（昭和48年）
  - 3月30日：三美鉱業三美炭鉱閉山。
  - 9月9日：南美唄支線廃止に伴い廃駅[1][5]。

## 駅構造
- 駅舎は北側、美唄駅に向かって右側に位置し構内中心より若干東寄りの南美唄中央通りに近い位置にあった。
- 開業時（貨物駅）は駅舎と本線間に1本の側線を有していた。また、国鉄側運用は当駅構内まで[8]。
- 廃止時は単式ホーム1面1線と駅裏に留置線1本を有していた。
- 三井美唄炭鉱専用線は駅構内入り口近くで本線へ接続した。また同分岐器から美唄駅方面本線左側に沿って折返し線が敷かれていて支線本線-専用線と駅構内本線-折返し線がクロス状になっていた。
- 専用線終点では選炭機ホッパーに4本の積み込み線を有していた[9]。

## 駅周辺
- 駅前にはかつて児童数3千人を擁して道内一のマンモス校と言われた美唄市立三井美唄小学校があったが、1979年3月31日限りでかつて分離した美唄市立三井南小学校（現・美唄市立南美唄小学校）側へ統合し廃校となった。跡地は南美唄公園として整備されている。
- 駅東には南美唄地区の中心街である南美唄中央通りが南北に走る。

## 隣の駅
日本国有鉄道
函館本線南美唄支線
美唄駅 - （貨）南美唄駅